# NGC 1586
NGC 1586 is een spiraalvormig sterrenstelsel in het sterrenbeeld Eridanus. Het hemelobject werd op 30 december 1861 ontdekt door de Duits-Deense astronoom Heinrich Louis d'Arrest.

## Synoniemen
- PGC 15331
- UGC 3062
- MCG 0-12-36
- ZWG 393.27